# Conde Sydney

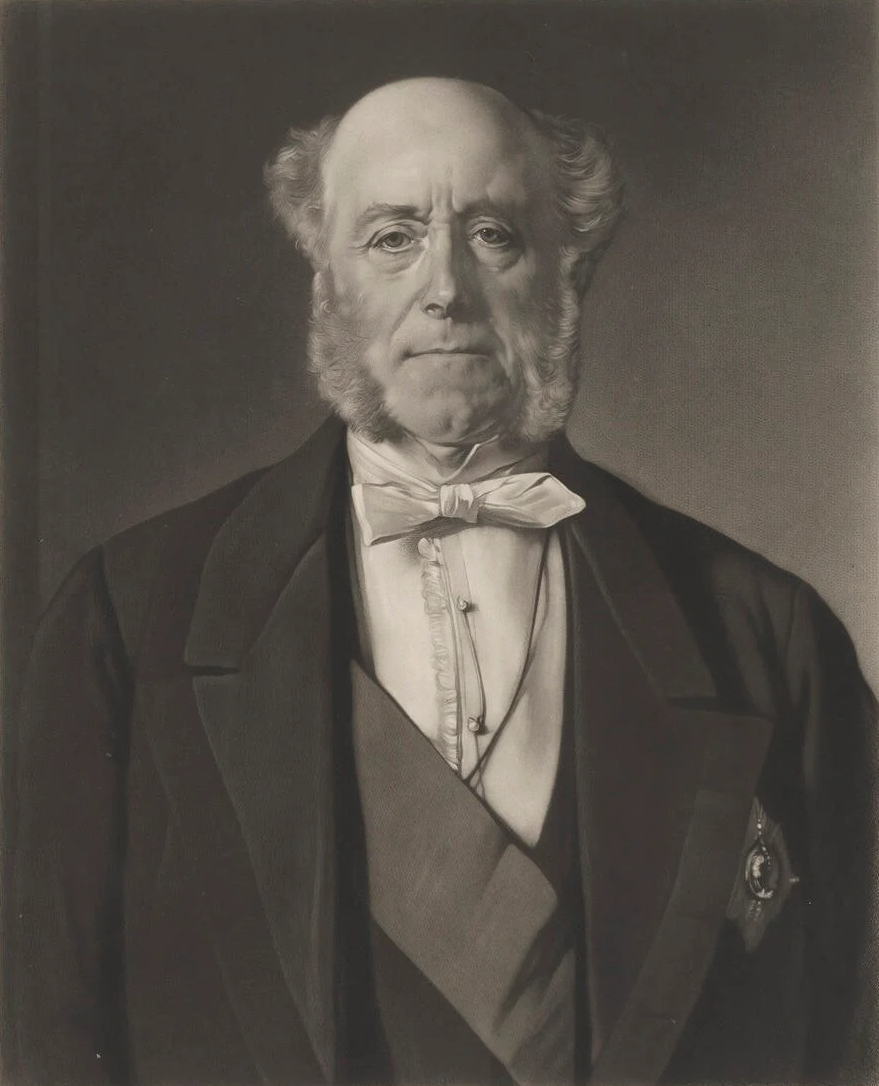
John Townshend, 1.º Conde Sydney

Conde Sydney foi um título da Inglaterra.

## Conde Sydney (1874)
O título de barão e visconde foram criado respectivamente em 1783  para Thomas Townshend, conhecido como Lorde Sydney, para o pariato da Inglaterra. O título foi elevado a conde em 27 de fevereiro de 1874 para John Townshend, porém foi extinto em 1890 por ele ter morrido sem gerar filhos.